# St. Mary of the Angels

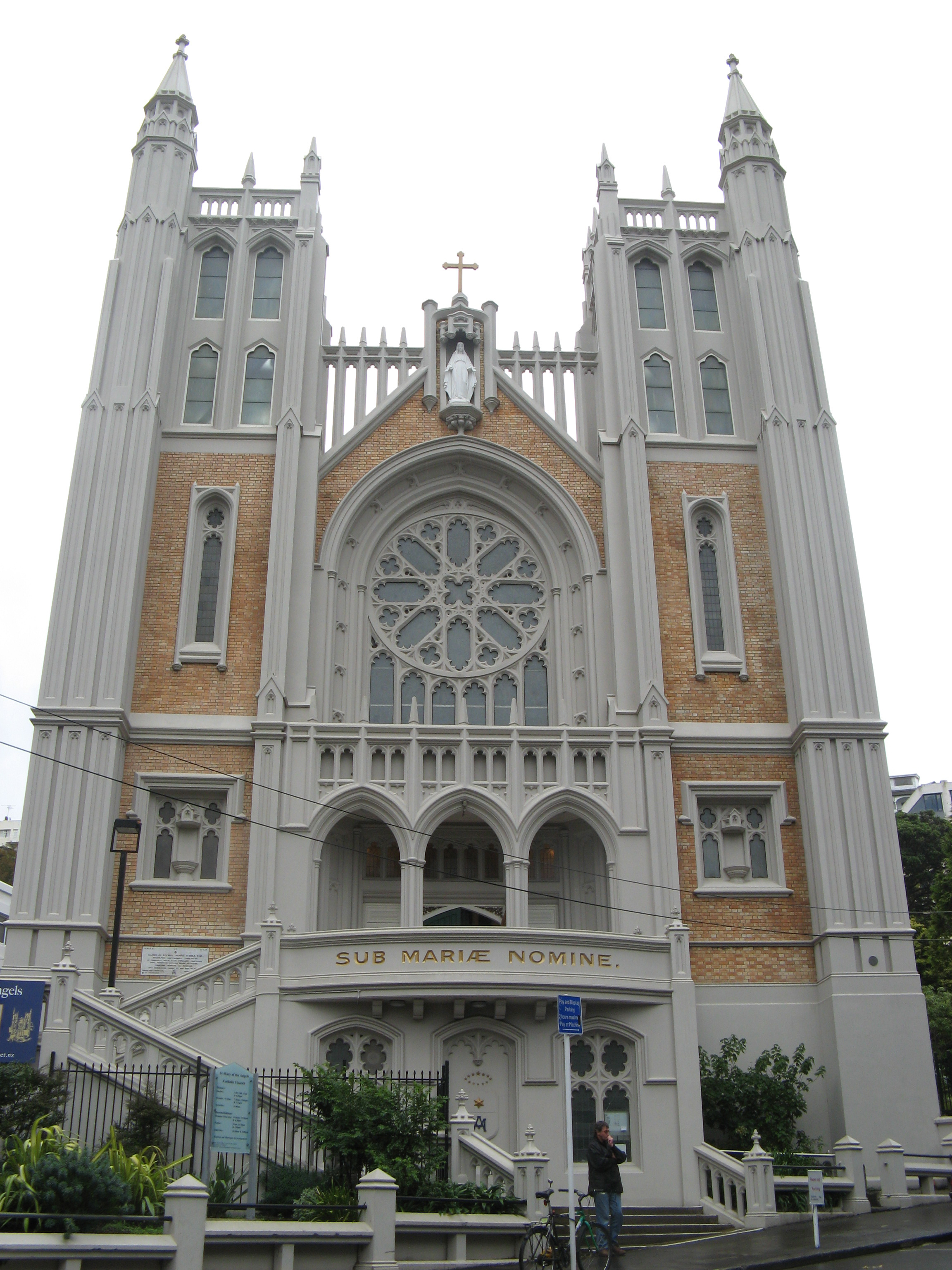
St. Mary of the Angels.

A igreja de St. Mary of the Angels' (Igreja de Santa Maria dos Anjos) é uma igreja católica em Wellington, capital Nova Zelândia.
O edifício atual abriu em 1922, e é a terceira igreja a construir no sítio.
A igreja foi desenhada pelo arquiteto Frederick de Jersey Clere em 1919. A igreja é de estilo gótico francês e é feita de cimento armado e tijolo com um telhado de madeira suportado por arcos de cimento com aço.